# A vista
a vista (spotykane też w formie prima vista lub a prima vista) z wł. w dosłownym tłumaczeniu znaczy „na pierwszy rzut oka”. W terminologii muzycznej oznacza pierwsze wykonanie danego utworu muzycznego przez wykonawcę czytającego z nut, bez przygotowania, czyli bez wcześniejszego zaznajomienia się z zapisem nutowym tego utworu.
Możliwość grania a vista świadczy o doskonałym przygotowaniu warsztatowym muzyka i jego dużym doświadczeniu, a przede wszystkim o jego biegłości w czytaniu zapisu nutowego na instrumencie lub głosem. Śpiewanie nut a vista wchodzi w skład podstawowego przedmiotu praktycznego obowiązkowego na wszystkich poziomach kształcenia muzycznego, zwanego solfeżem, którego celem jest doskonalenie słuchu muzycznego.
Czytanie nut a vista jest szczególnie przydatną umiejętnością wśród akompaniatorów czy muzyków sesyjnych.